# Région du Sud (Cameroun)
Pour les articles homonymes, voir Région Sud.
La région du Sud est l'une des dix régions du Cameroun. Elle s'étend sur la partie méridionale et occidentale du pays frontalière de trois pays d'Afrique centrale, d'ouest en est : la Guinée équatoriale, le Gabon et la République du Congo. Elle a pour chef-lieu la ville de Ebolowa.

## Géographie
Située dans le sud-ouest du pays, elle est bordée au nord-ouest par la région du Littoral, au nord par la région du centre et à l'est par la région de l'est. La partie méridionale de la région est limitrophe de trois pays : la Guinée équatoriale, le Gabon et la République du Congo.
La région du sud possède une façade maritime sur le golfe de Guinée, laquelle occupe tout son flanc occidental.

## Situation
La région est située au sud-ouest du pays, elle est limitrophe d'un département de la République du Congo, d'une province du Gabon et de la région continentale de la Guinée Equatoriale.
| Littoral            | Centre     |        |
| Golfe de Guinée     | région Sud | Est    |
| Région continentale | Woleu-Ntem | Sangha |

Devoir 

## Histoire
C'est dans cette région qu'est apparu l'Efulameyon (Union tribale Ntem-Kribi), un des mouvements politiques menant à la création de l'Union des populations du Cameroun en vue de la décolonisation.
La province du Sud instaurée en 1983 par démembrement de l'ancienne province du centre-sud. La province est transformée en région lors de la réforme administrative de 2008.

## Subdivisions
La région est divisée en 4 départements, 29 communes et arrondissements, et deux communautés urbaines : Ebolowa et Kribi.

### Départements

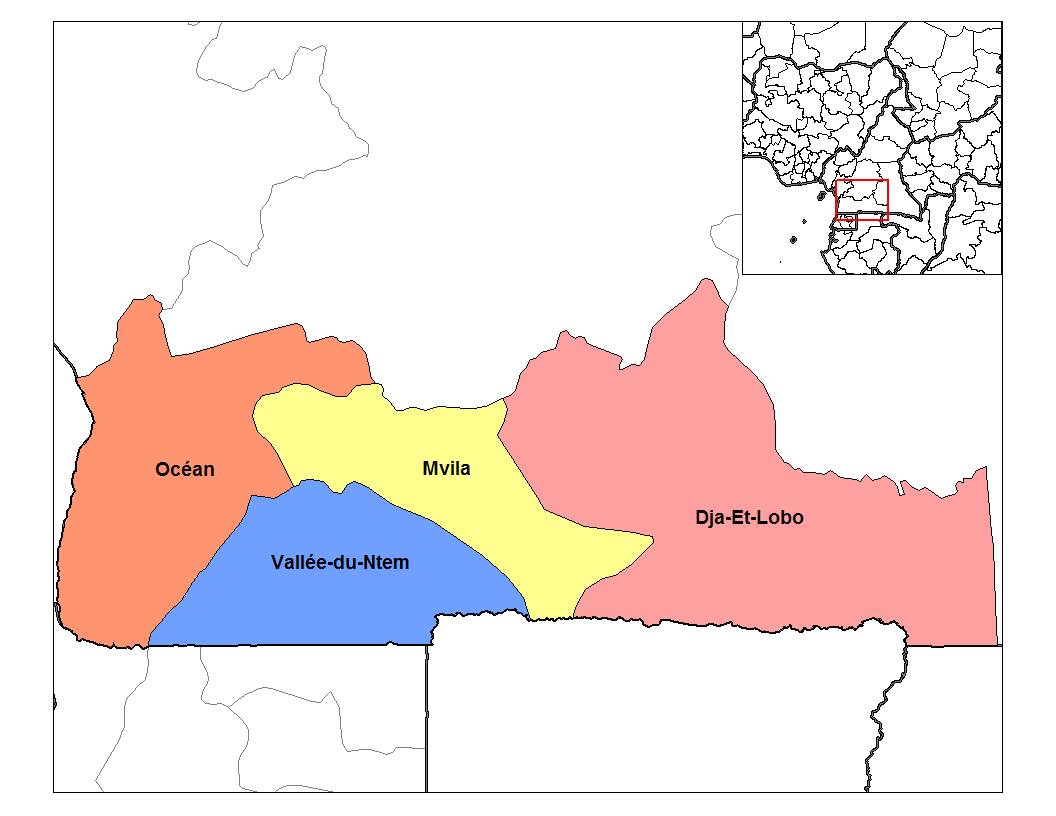
Les départements de la région du Sud.

La région qui se compose de quatre départements couvre une superficie de 47 110 km2 et abrite plus de 534 900 habitants en 2001. Sa densité (et donc sa population) a doublé entre les recensements de 1976 et 2005, passant de 6,7 à 13,4 habitants au km2. Elle représente 3,6 % de la population totale du Cameroun en 2005. Son chef-lieu est la ville d’Ebolowa.
| Département    |  | Chef-lieu  | Superficie | Population (2001) |
| -------------- |  | ---------- | ---------- | ----------------- |
| Dja-et-Lobo    |  | Sangmélima | 19 911     | 173 219           |
| Mvila          |  | Ebolowa    | 8 697      | 163 826           |
| Océan          |  | Kribi      | 11 280     | 133 062           |
| Vallée-du-Ntem |  | Ambam      | 7 303      | 64 747            |

### Arrondissements
La région compte 29 arrondissements.
Ces arrondissements se répartissent ainsi qu'il suit :
- Mvila : Ebolowa I, Ebolowa II, Ngoulemakong, Mvangan, Biwong-Bane, Biwong-Bulu, Mengong, Efoulan ;
- Dja et Lobo : Sangmelima, Zoétélé, Meyomessala, Meyomessi, Djoum, Mintom, Oveng.

### Communes

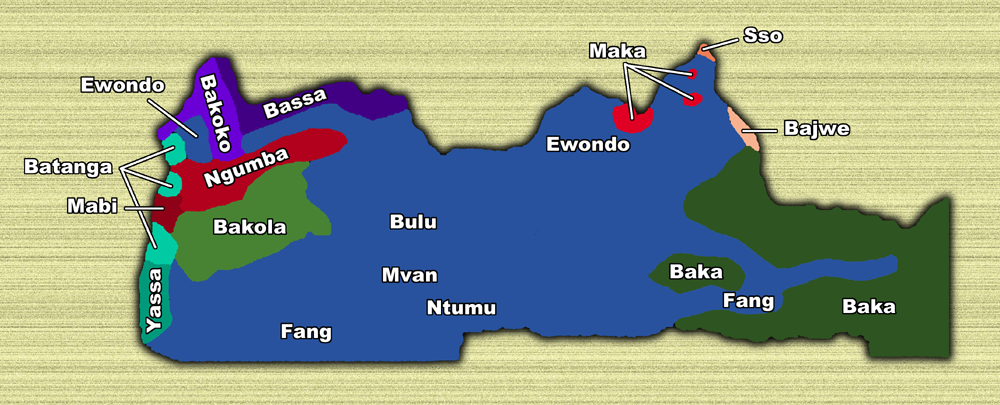
Populations de la région du Sud.

La région compte 29 communes.

## Chefferies traditionnelles
La région Sud compte trois chefferies traditionnelles de 1er degré, 107 chefferies de 2e degré et 1 248 chefferies de 3e degré.

## Population
Les principales éthnies constituant la population de la région du Sud sont les Fong, Boulou, Bane ou Bene, Ntoumou, Mvae, Ewondo, Fang ; les Sawa : Batanga, Badjeli, Mabéa, Bassa, Yassa, Ngoumba et Pygmées. L'évolution de la population est relevée lors des recensements de 1976, 1987 et 2005.
| 1976    | 1987    | 2001    | 2005    | 2016    |
| ------- | ------- | ------- | ------- | ------- |
| 315 202 | 373 798 | 534 900 | 634 655 | 757 739 |

## Personnalités
Martin-Paul Samba, Jean-Louis Njemba Medou, René Jam Afane, Charles Assalé, Paul Biya, Jean-Marc Ela, Jacques Fame Ndongo, Charles Ateba Eyene, Engelbert Mveng, Ferdinand Oyono, Guillaume Oyônô Mbia.

### Accessoires de danses traditionnelles

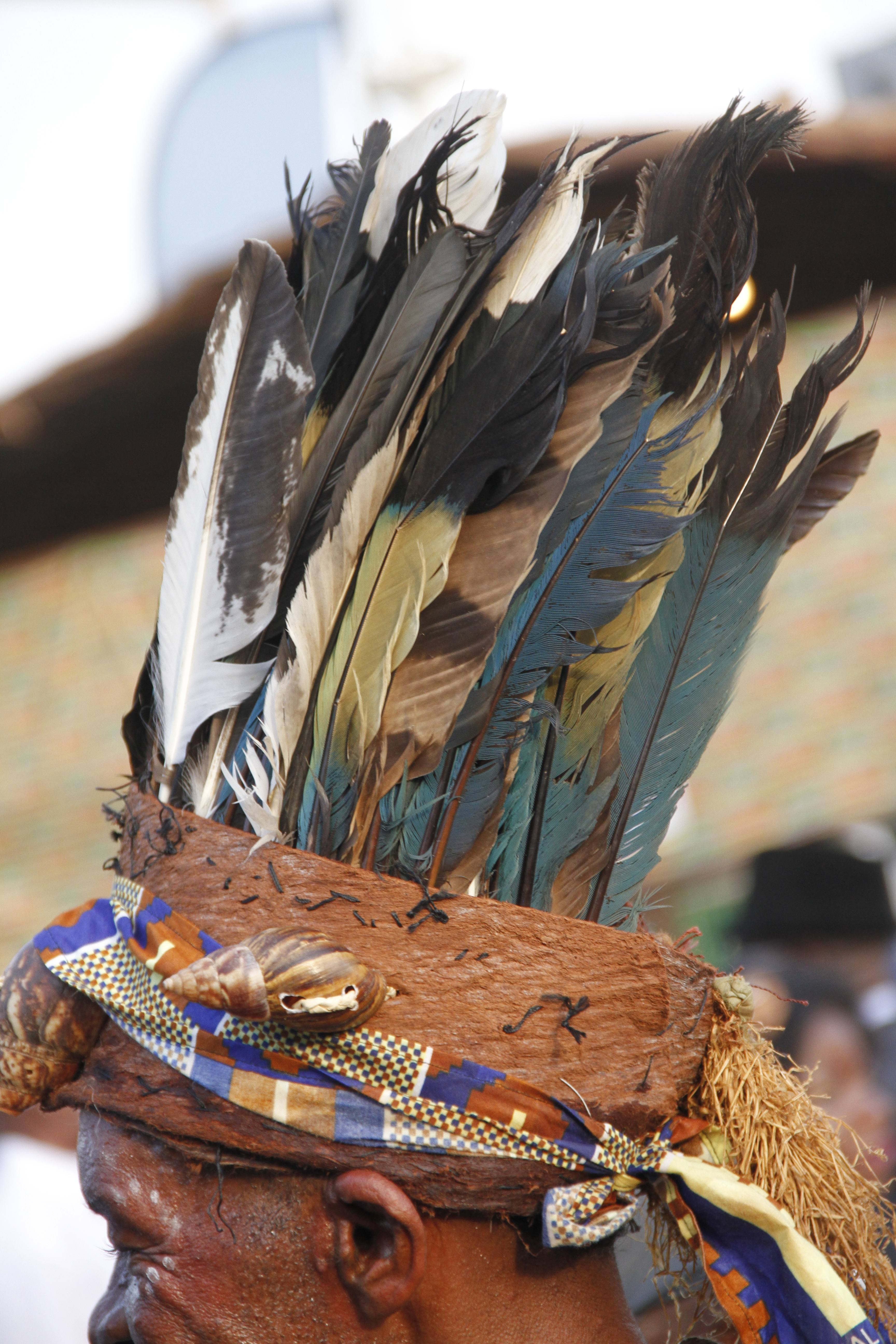
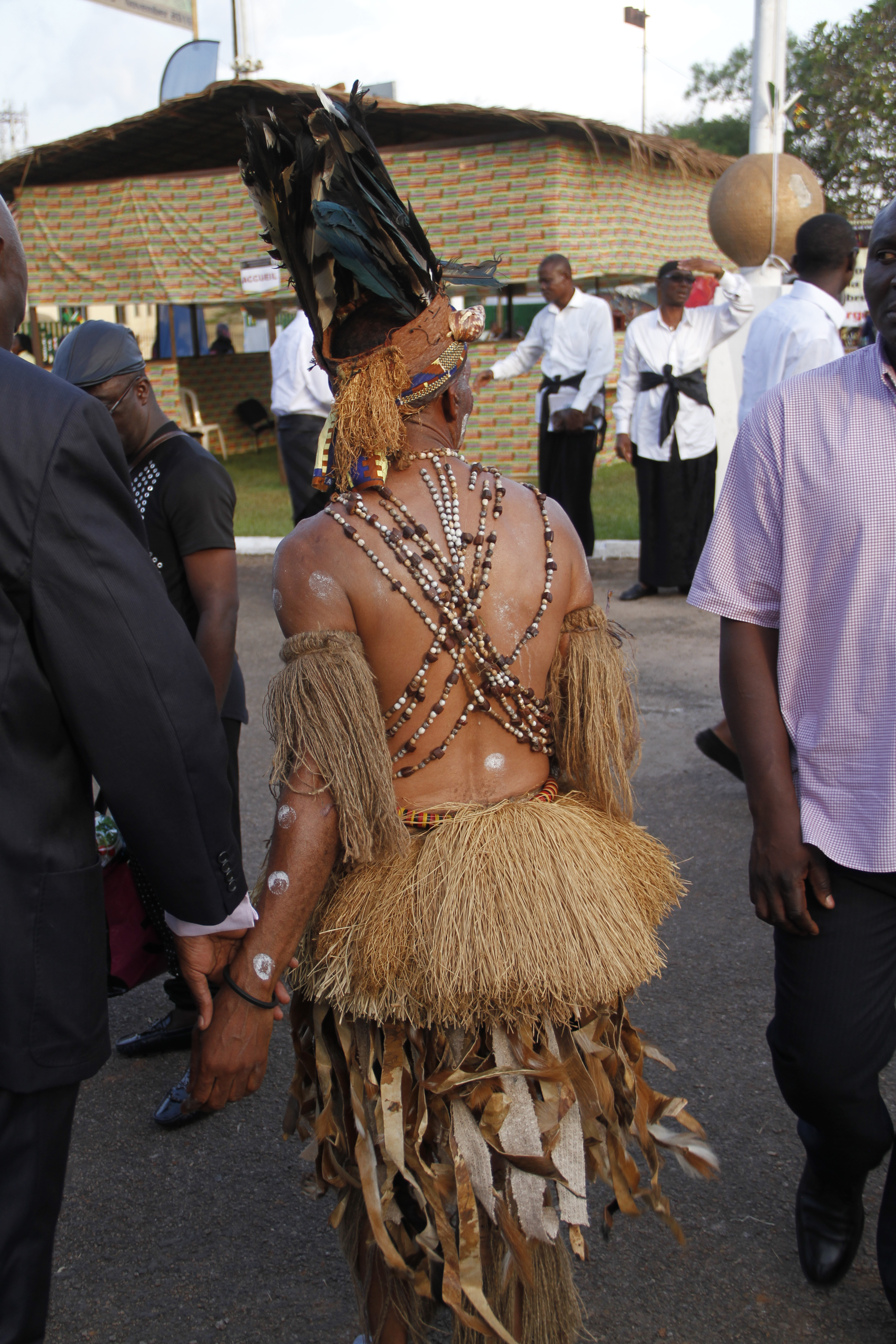
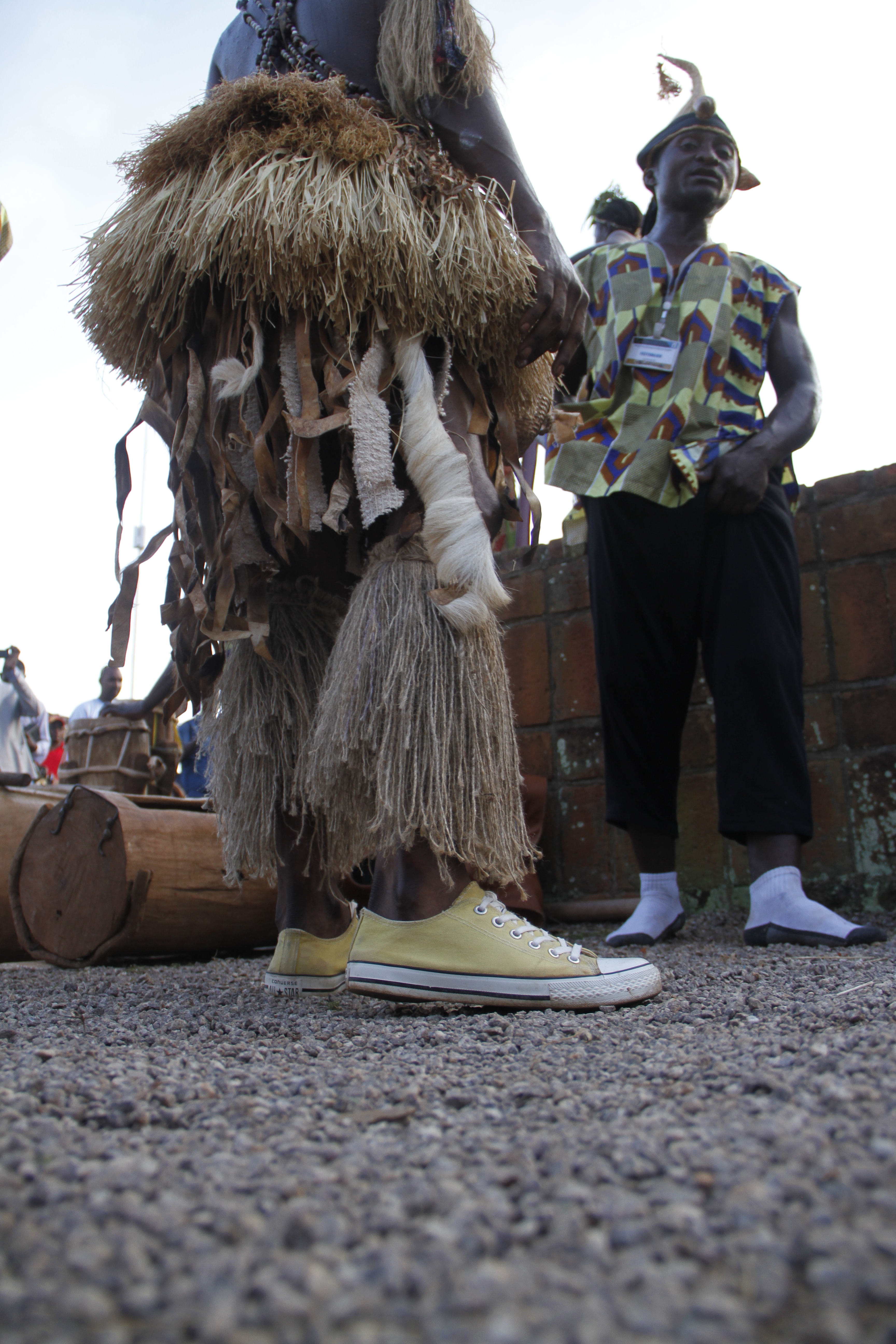
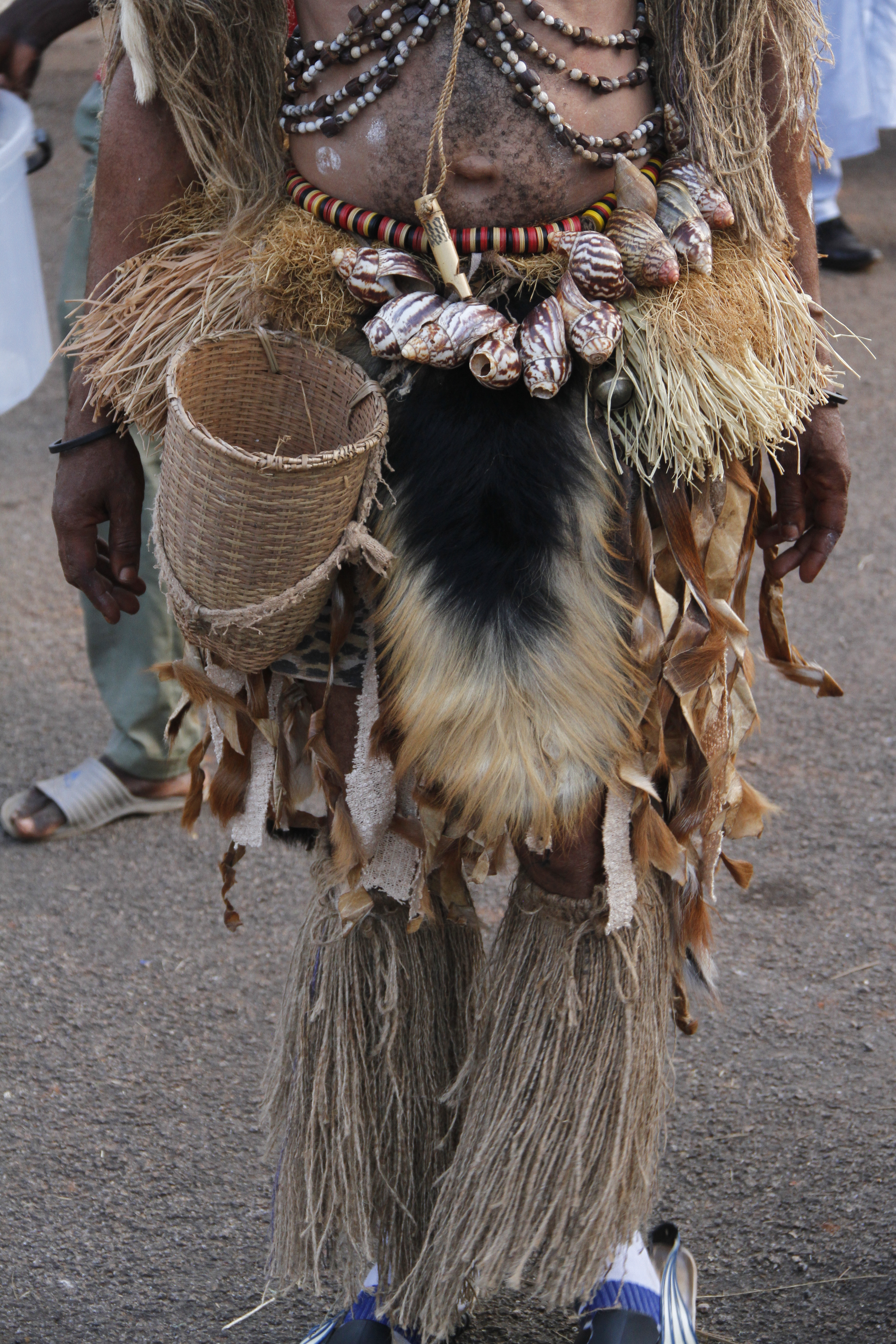
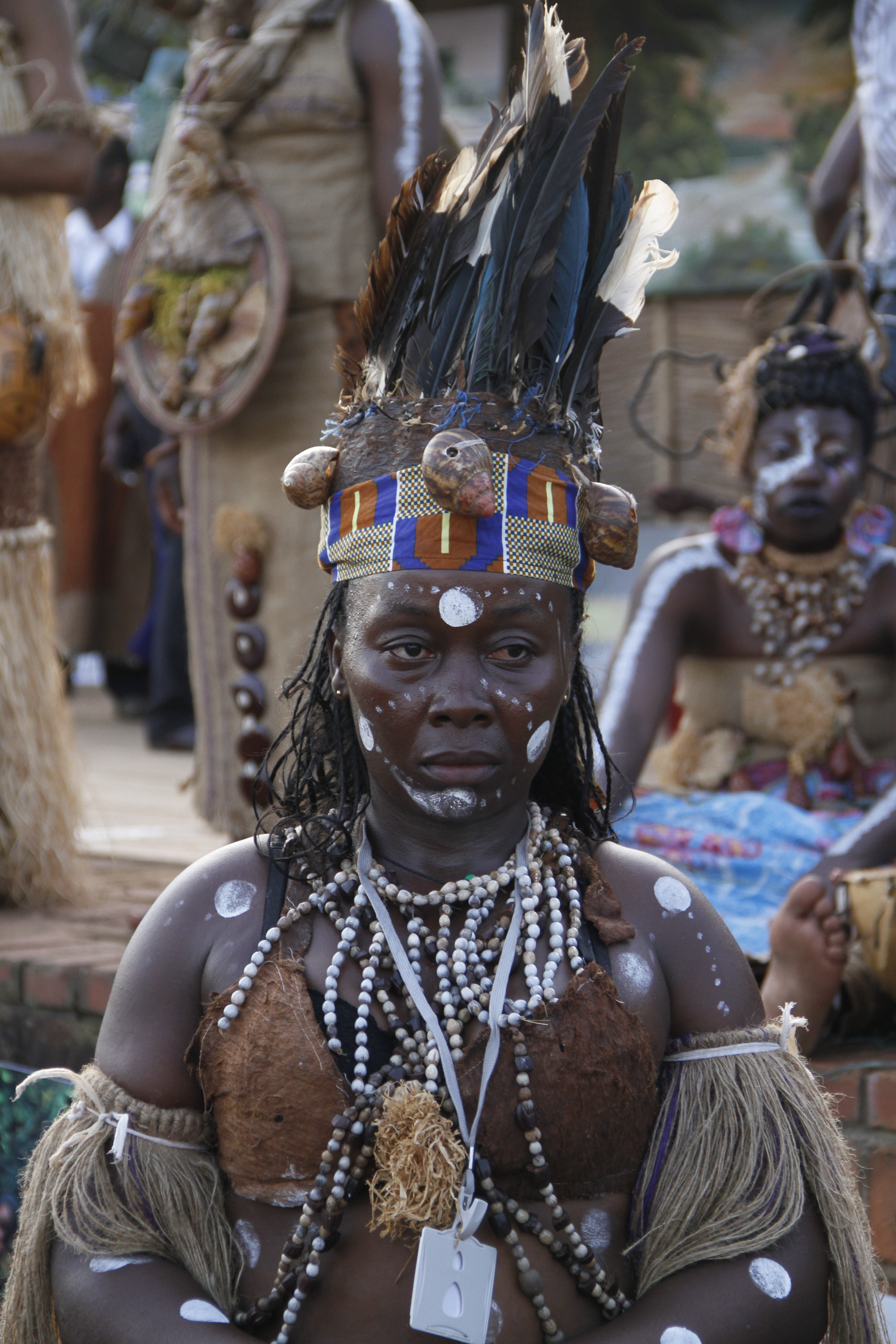
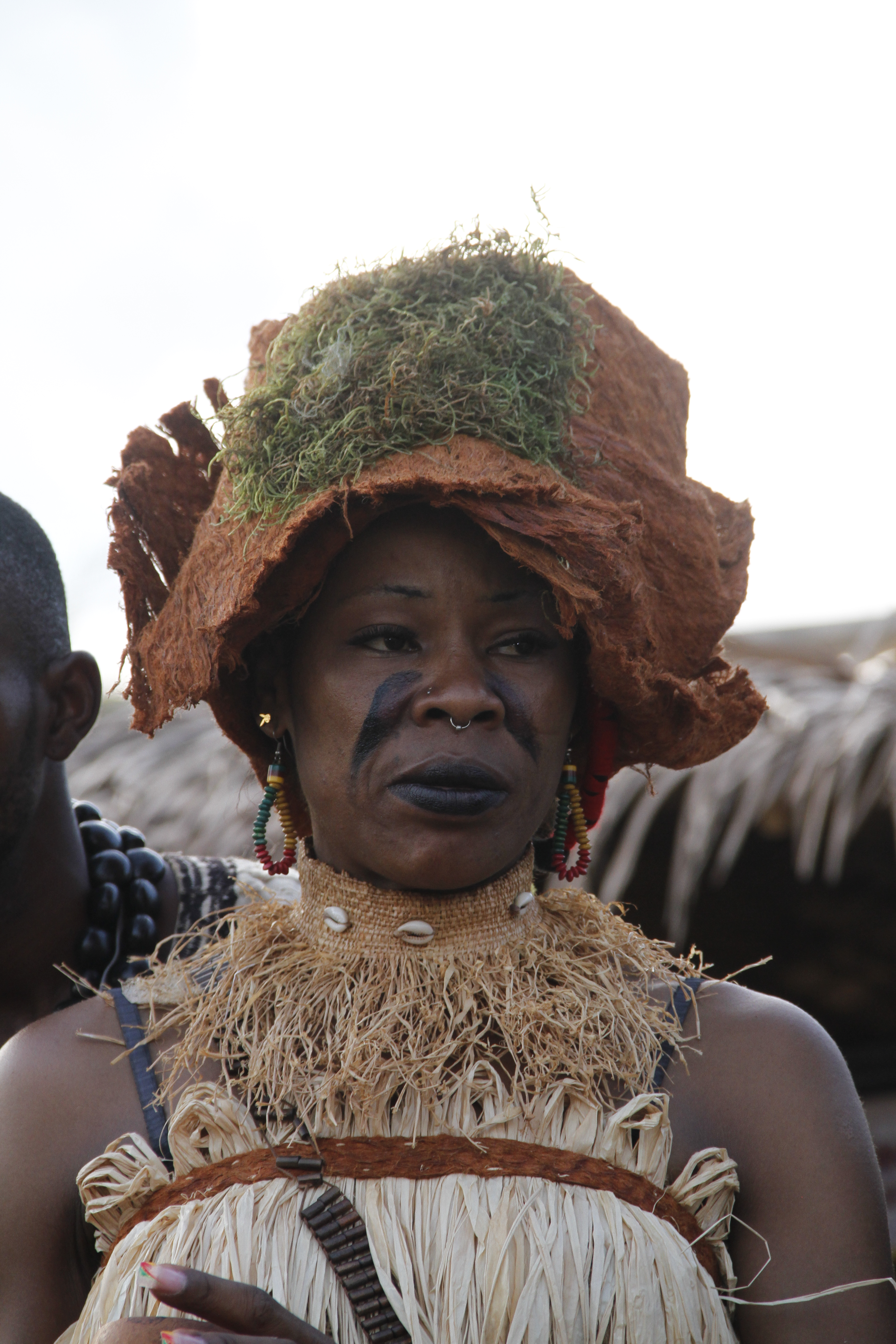
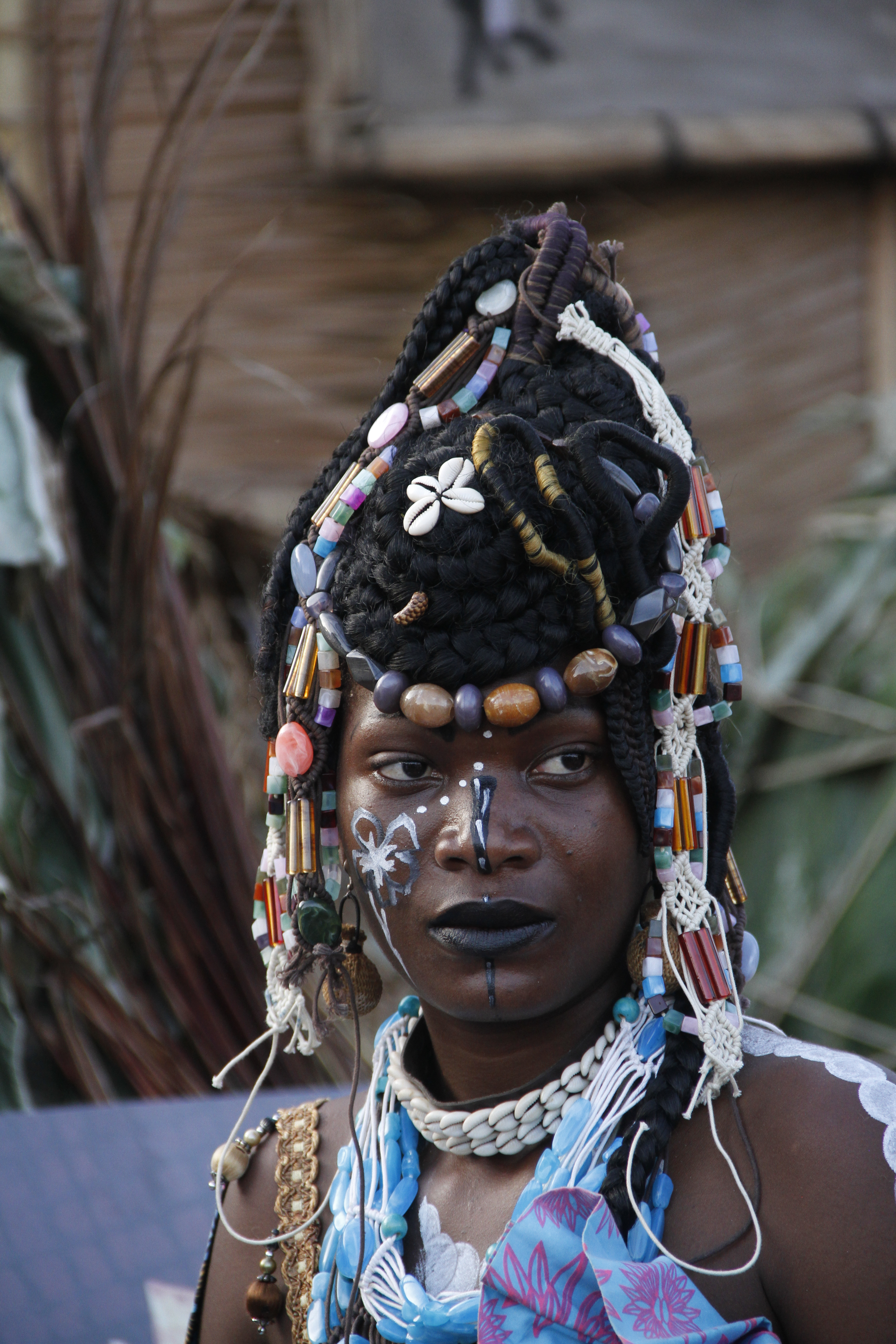
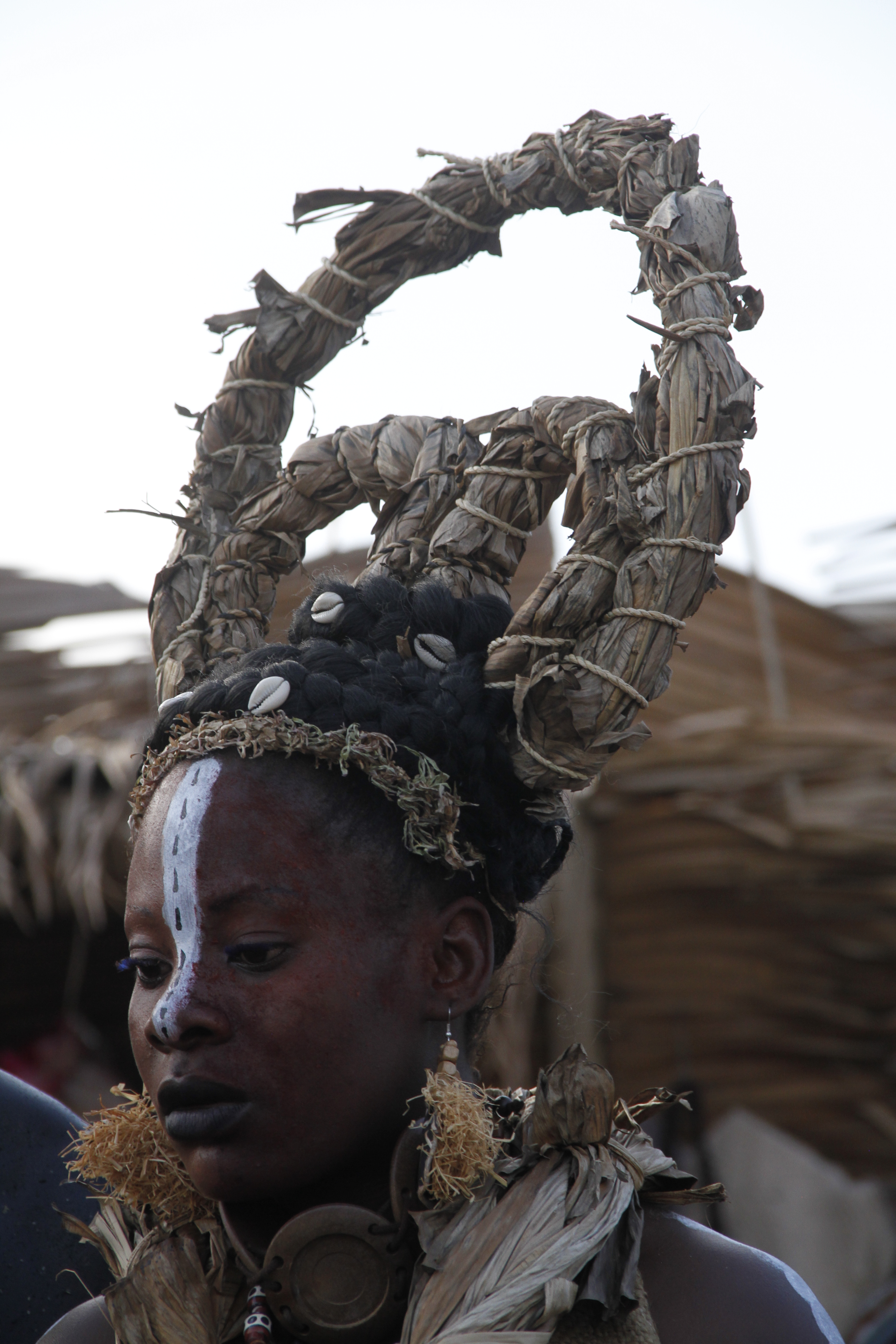
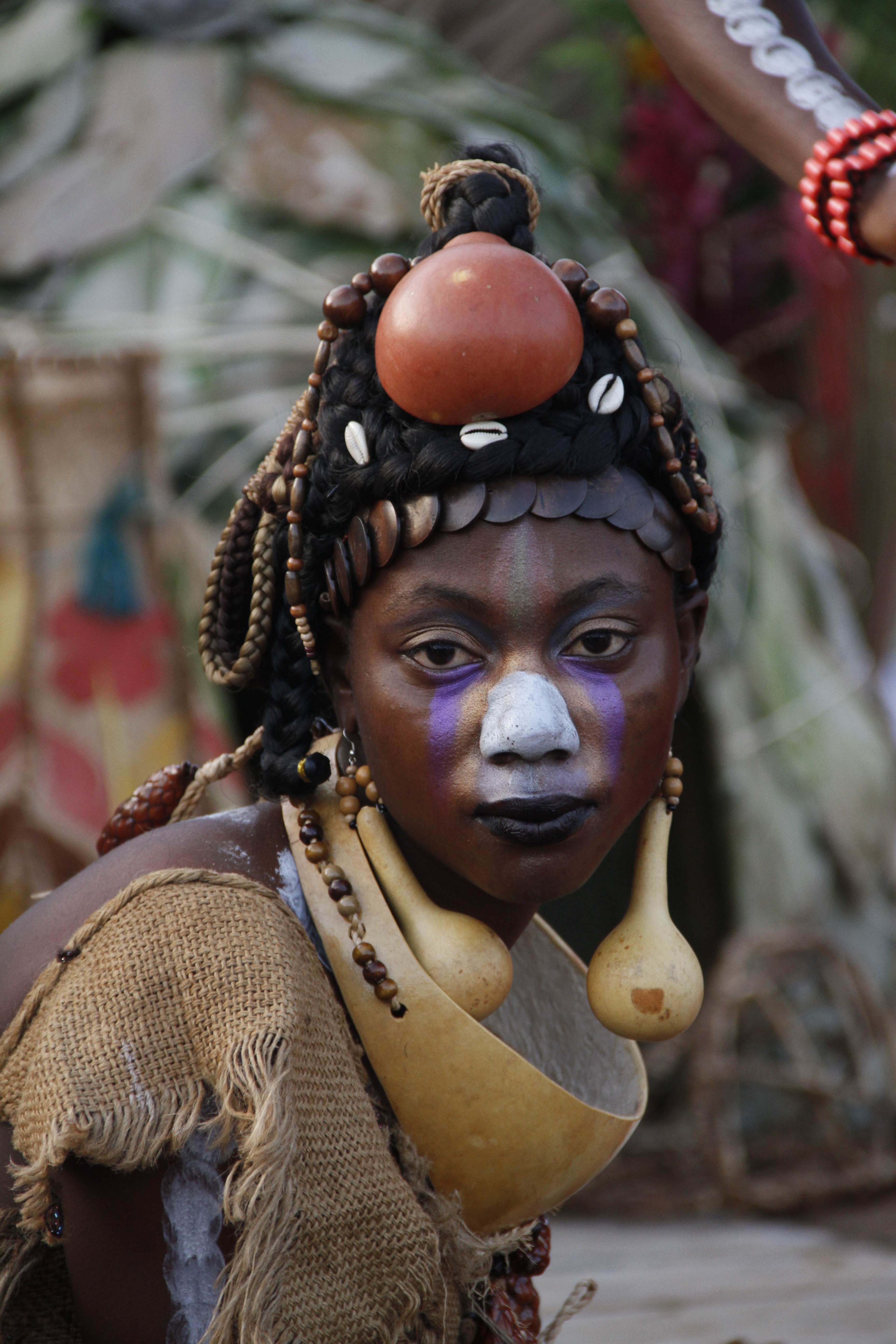
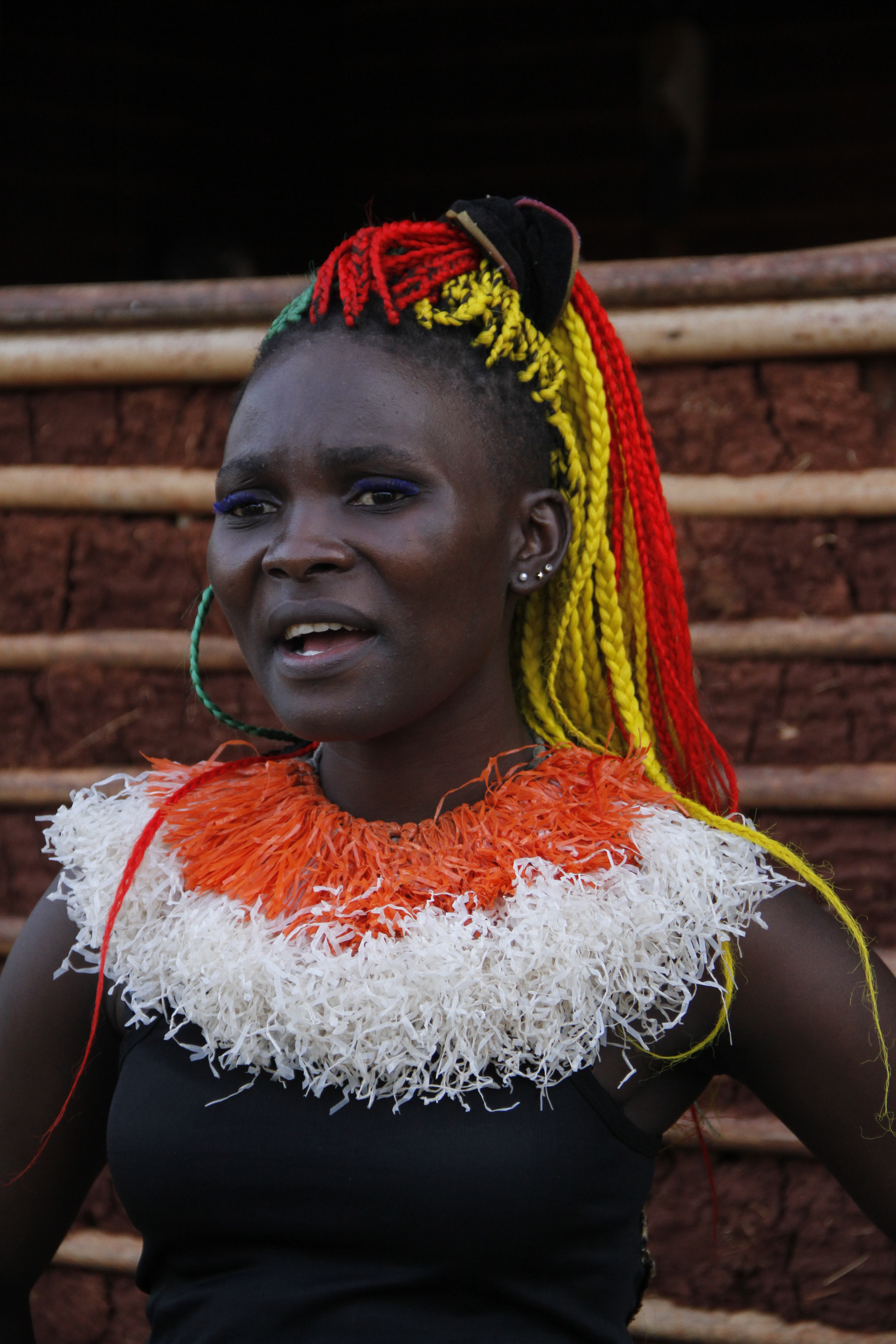
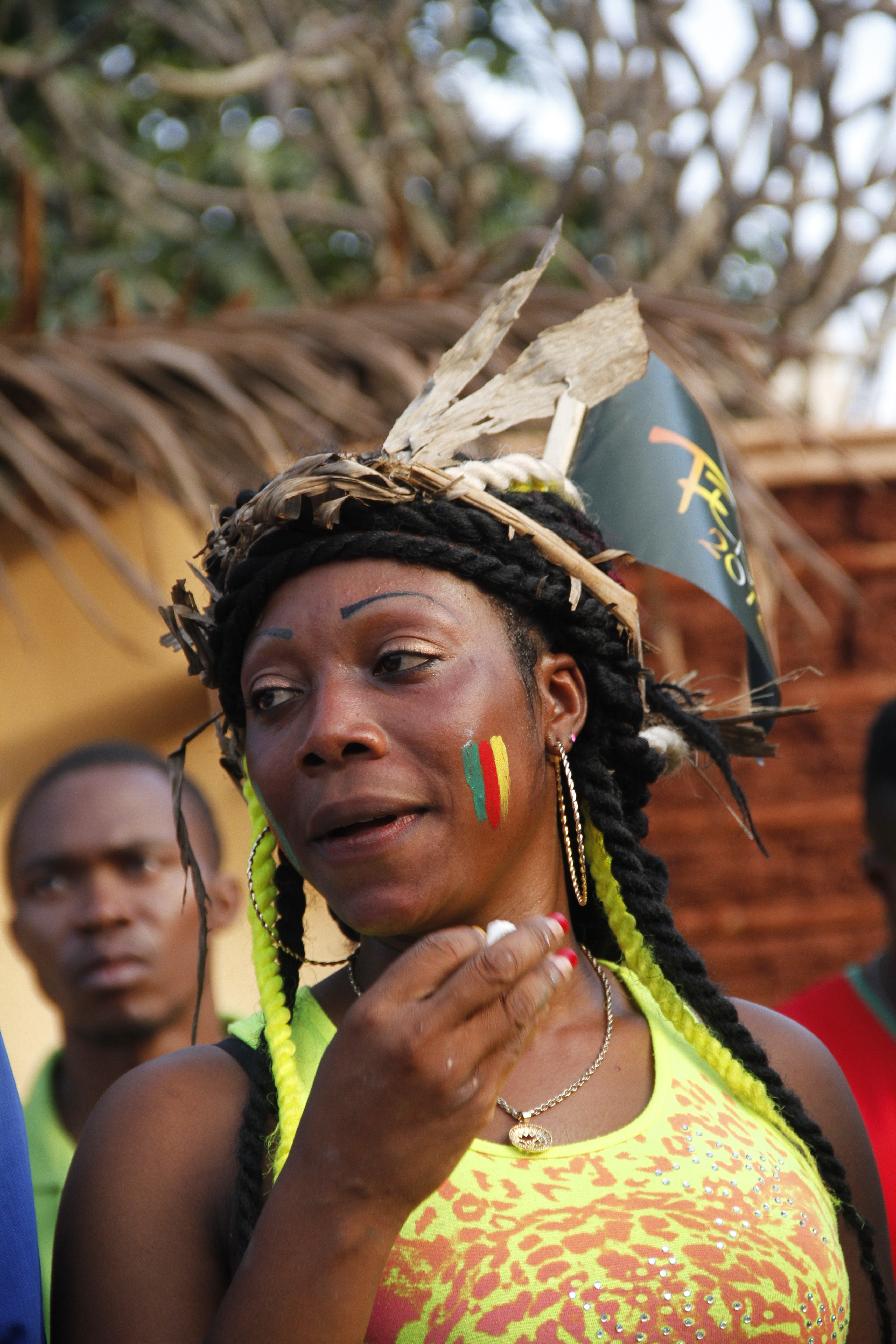
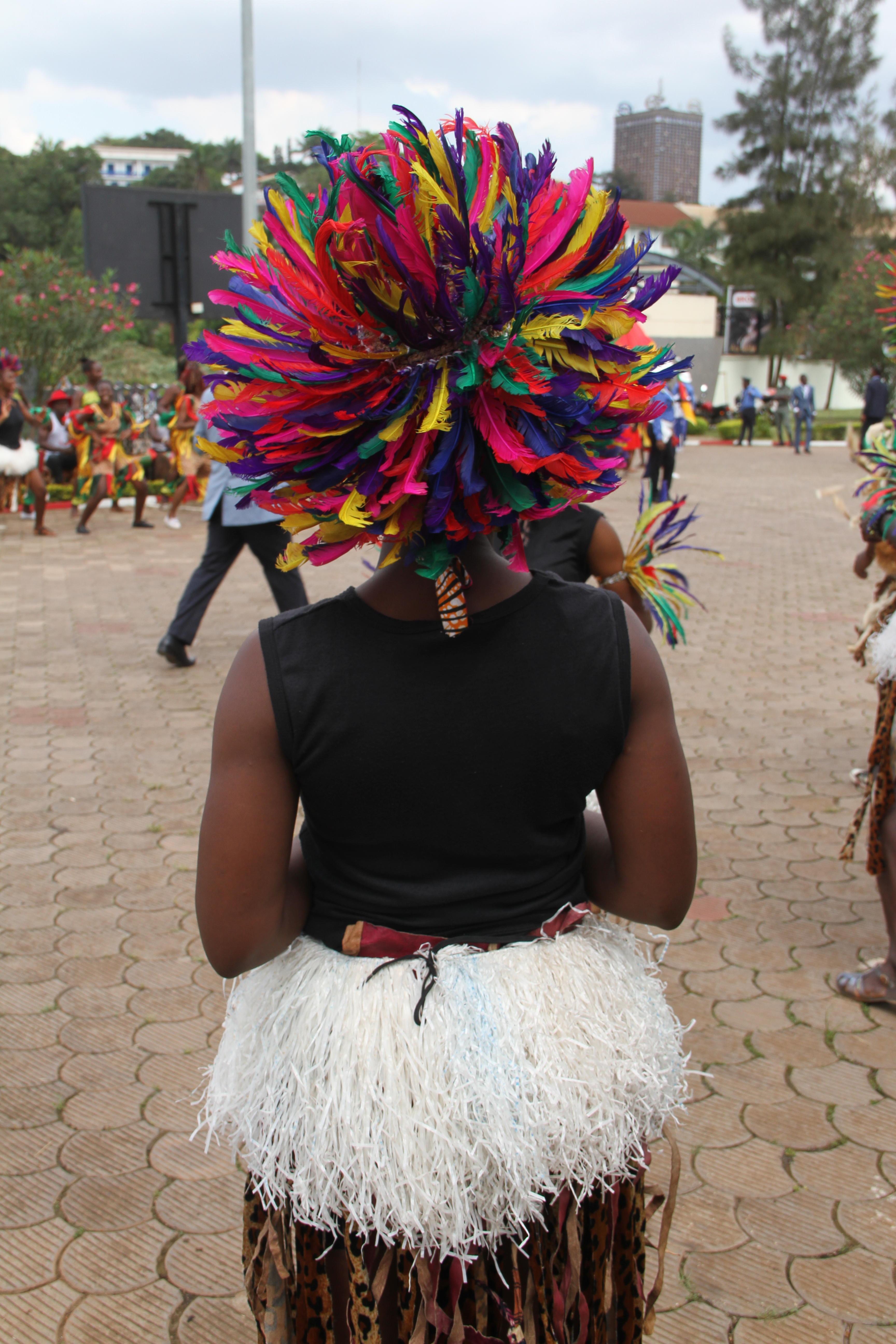
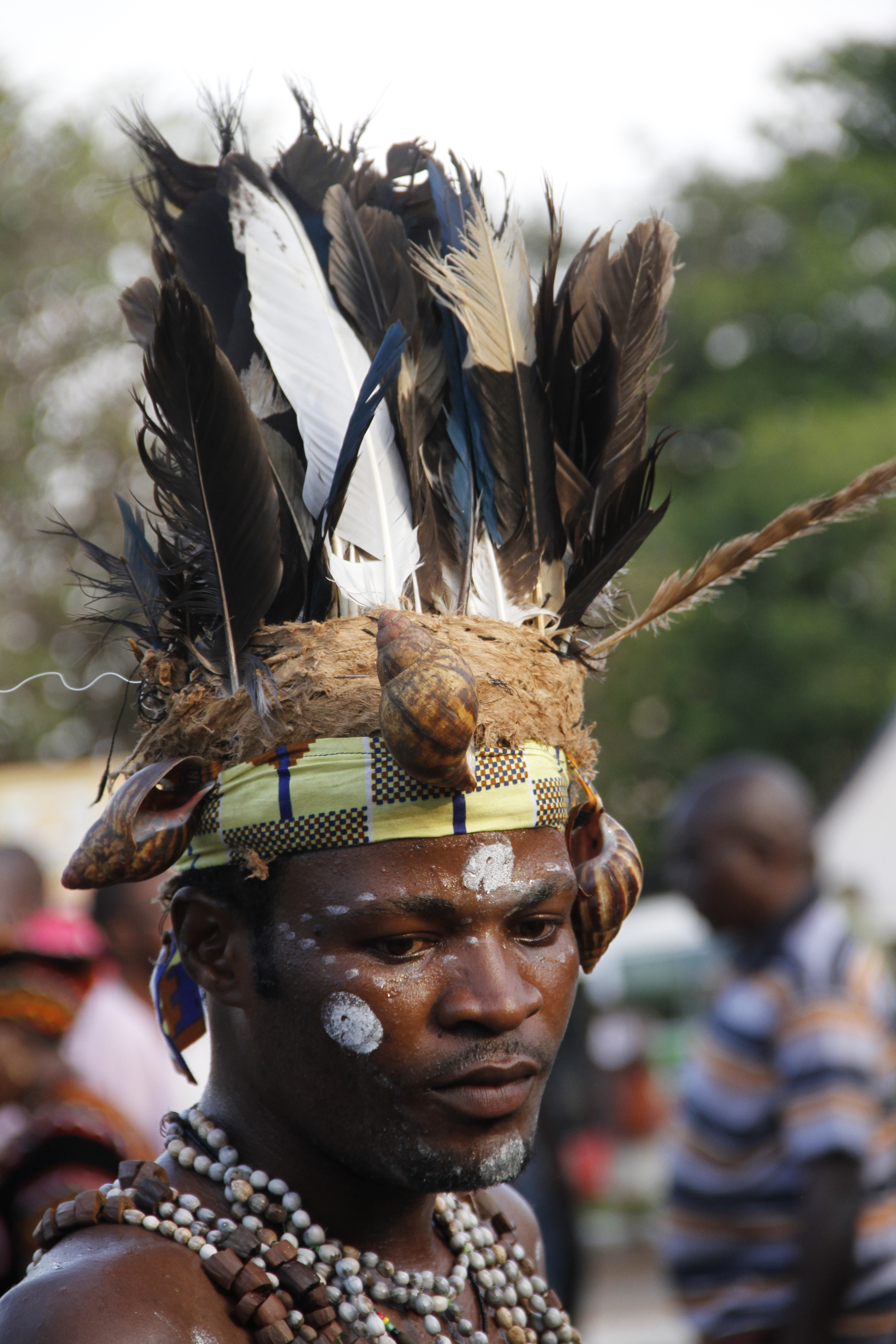

### Danses traditionnelles

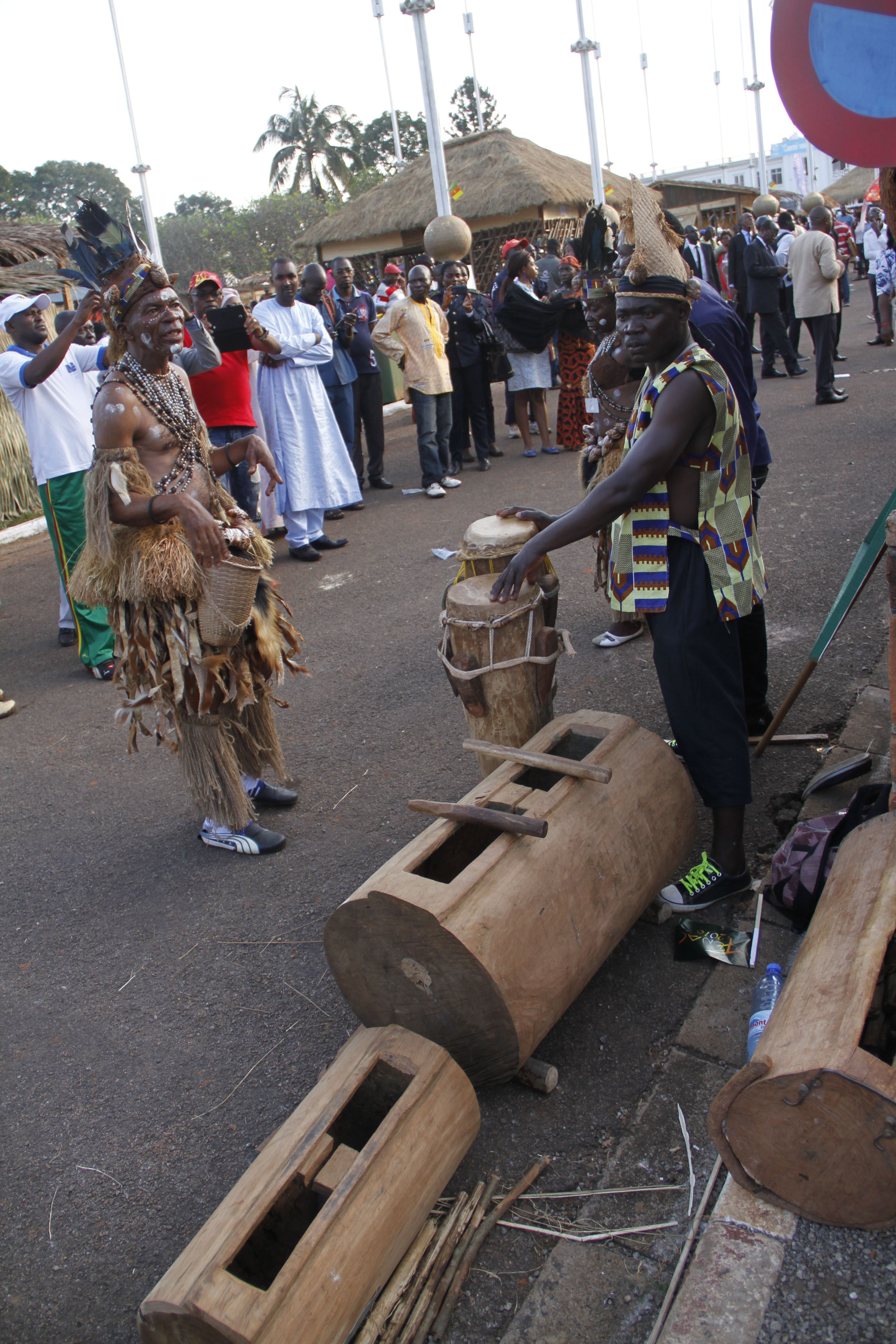
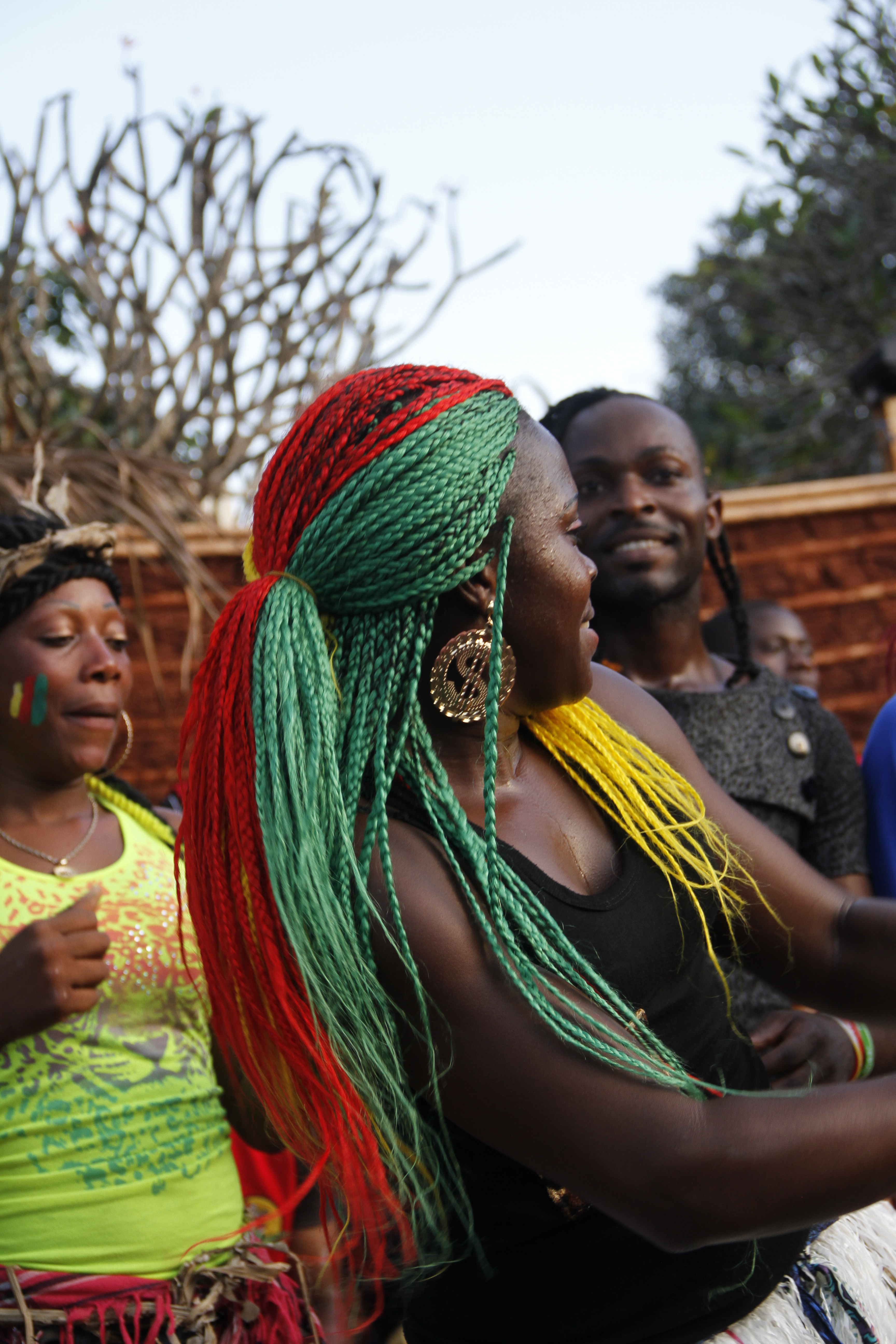
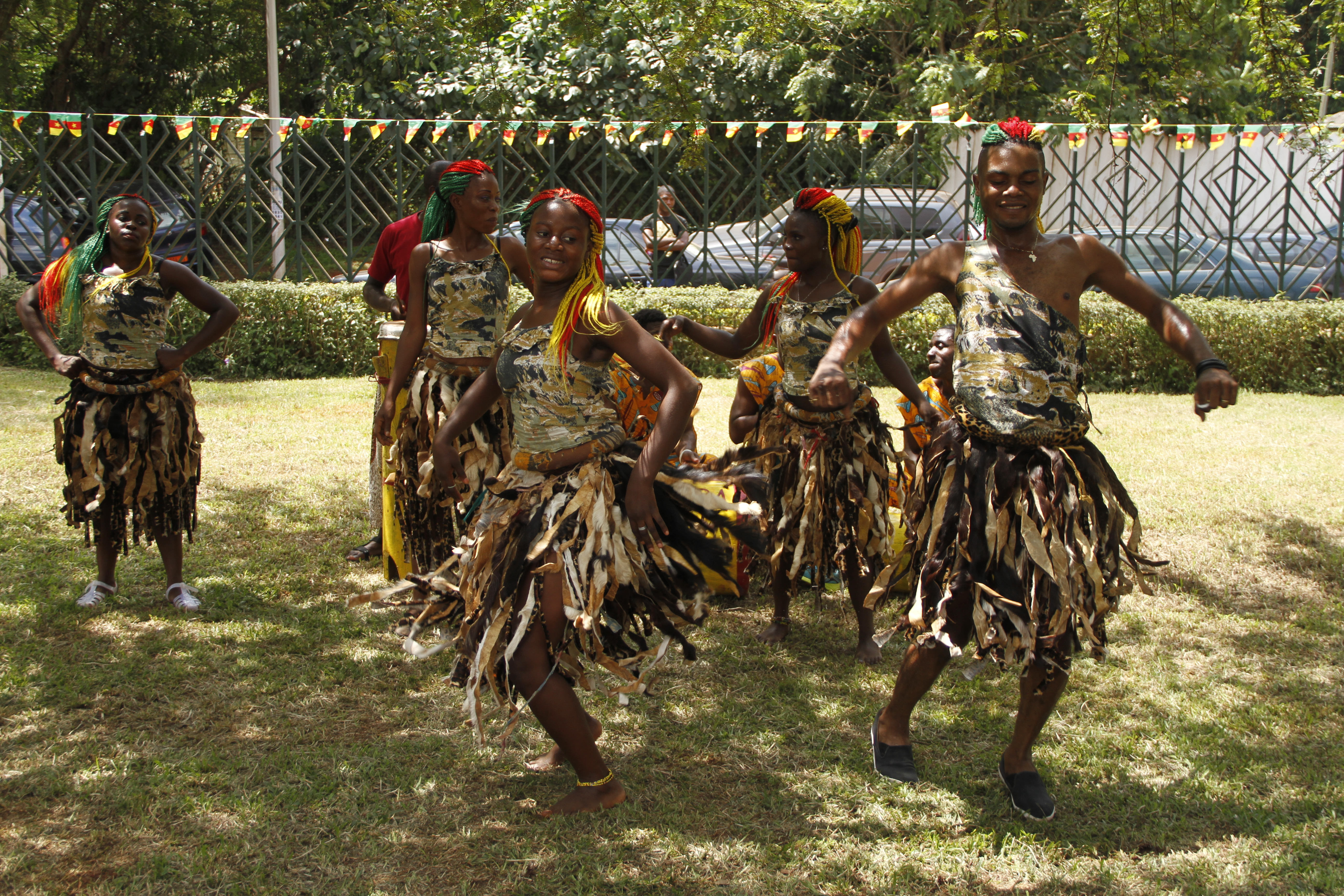
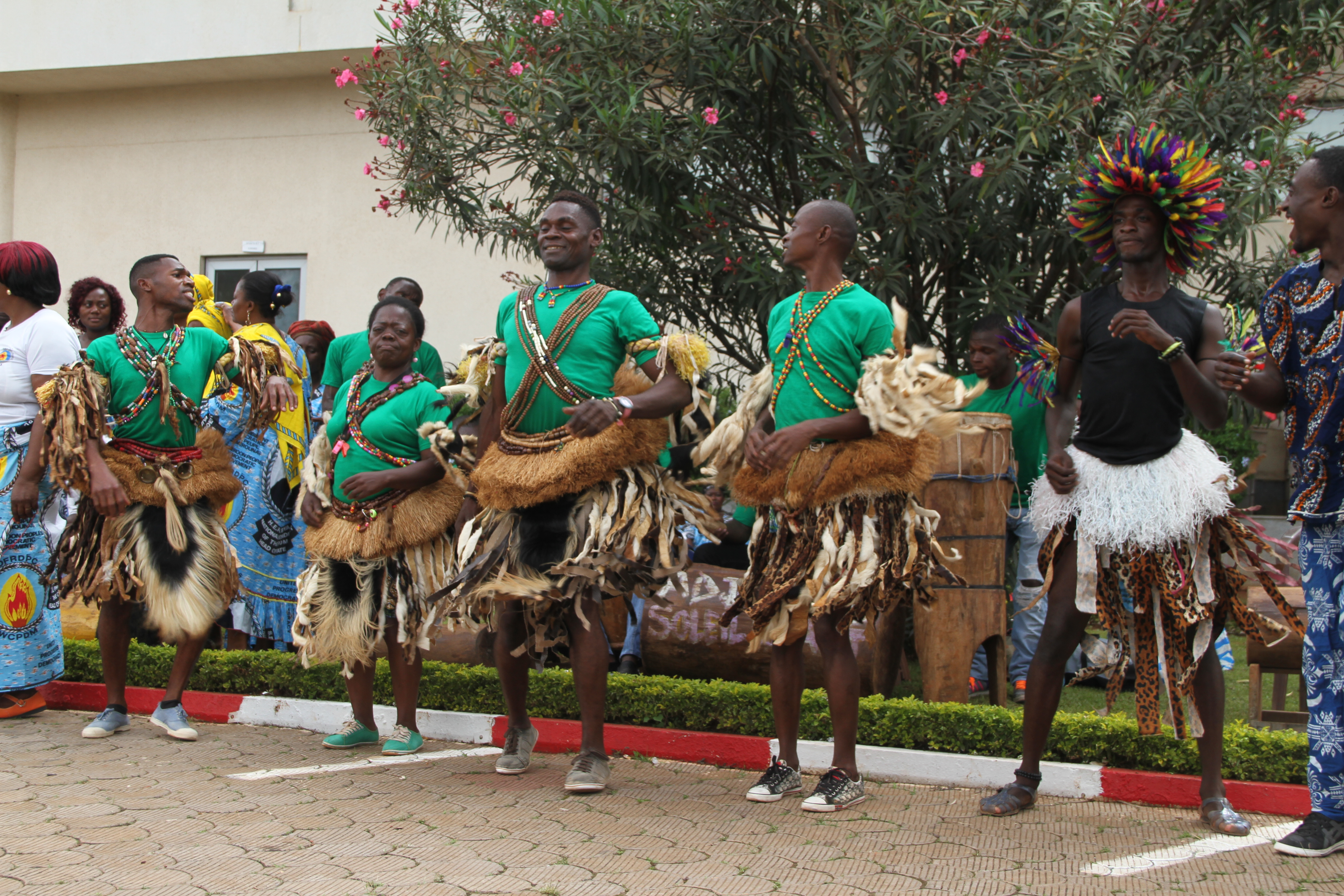
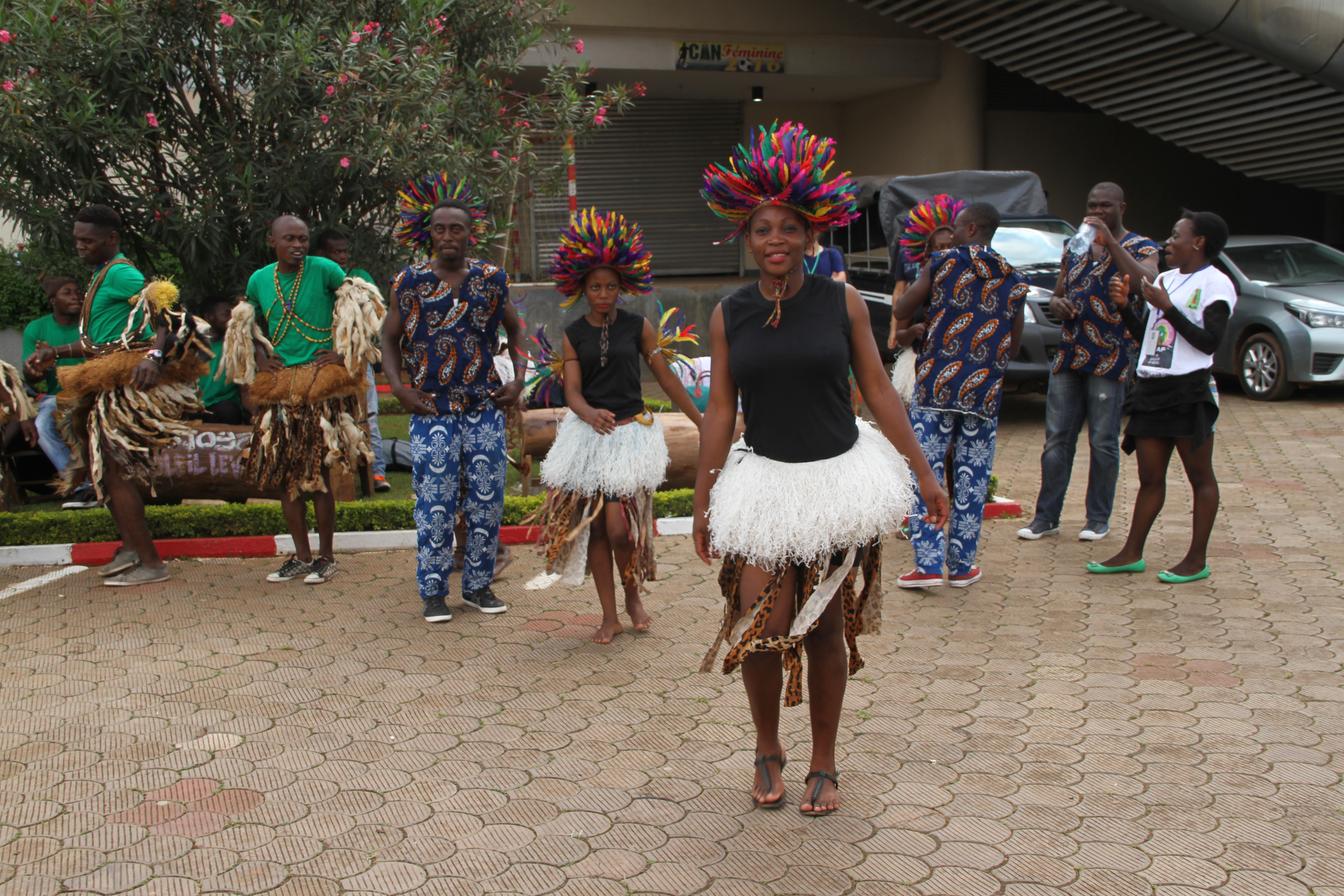
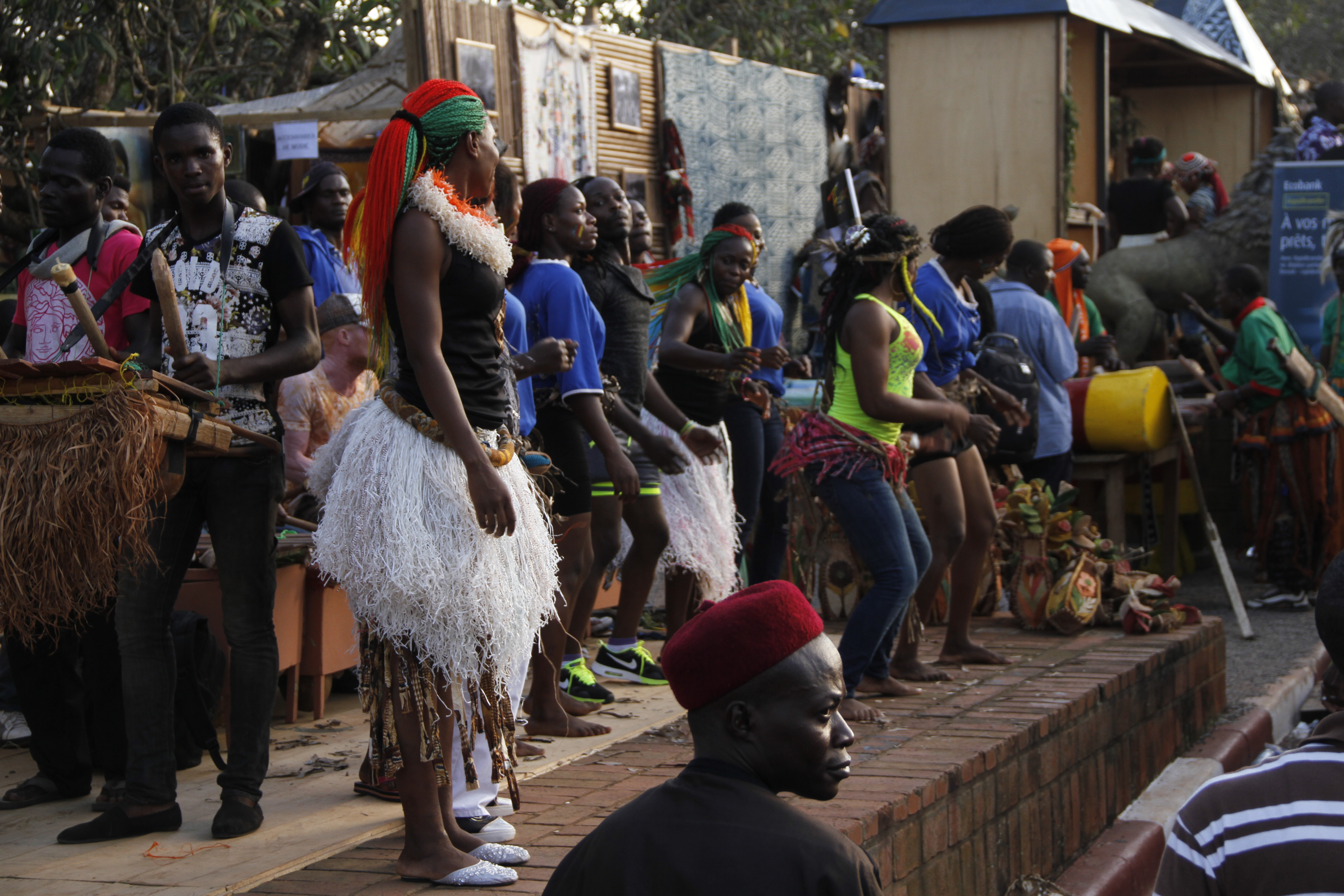
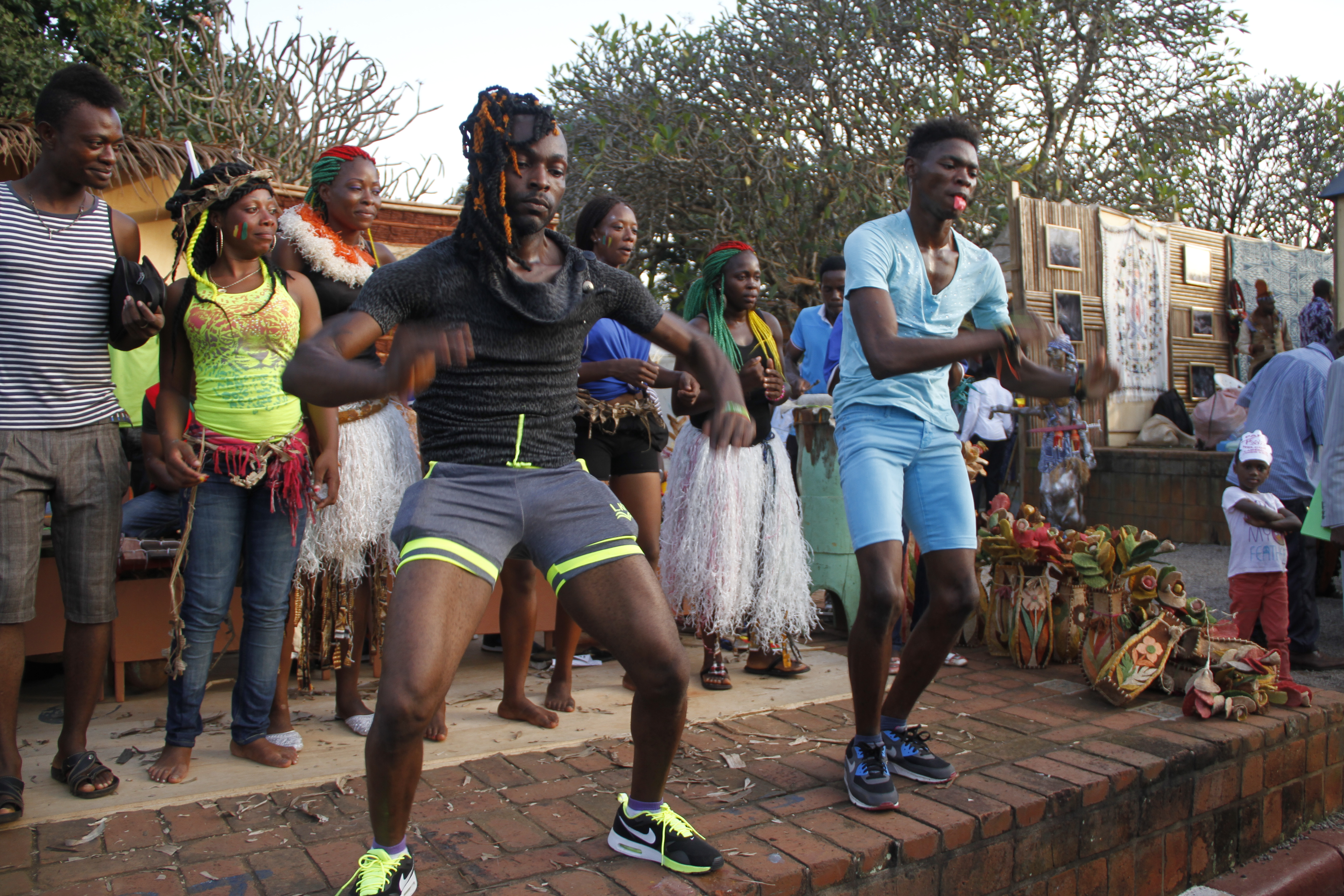
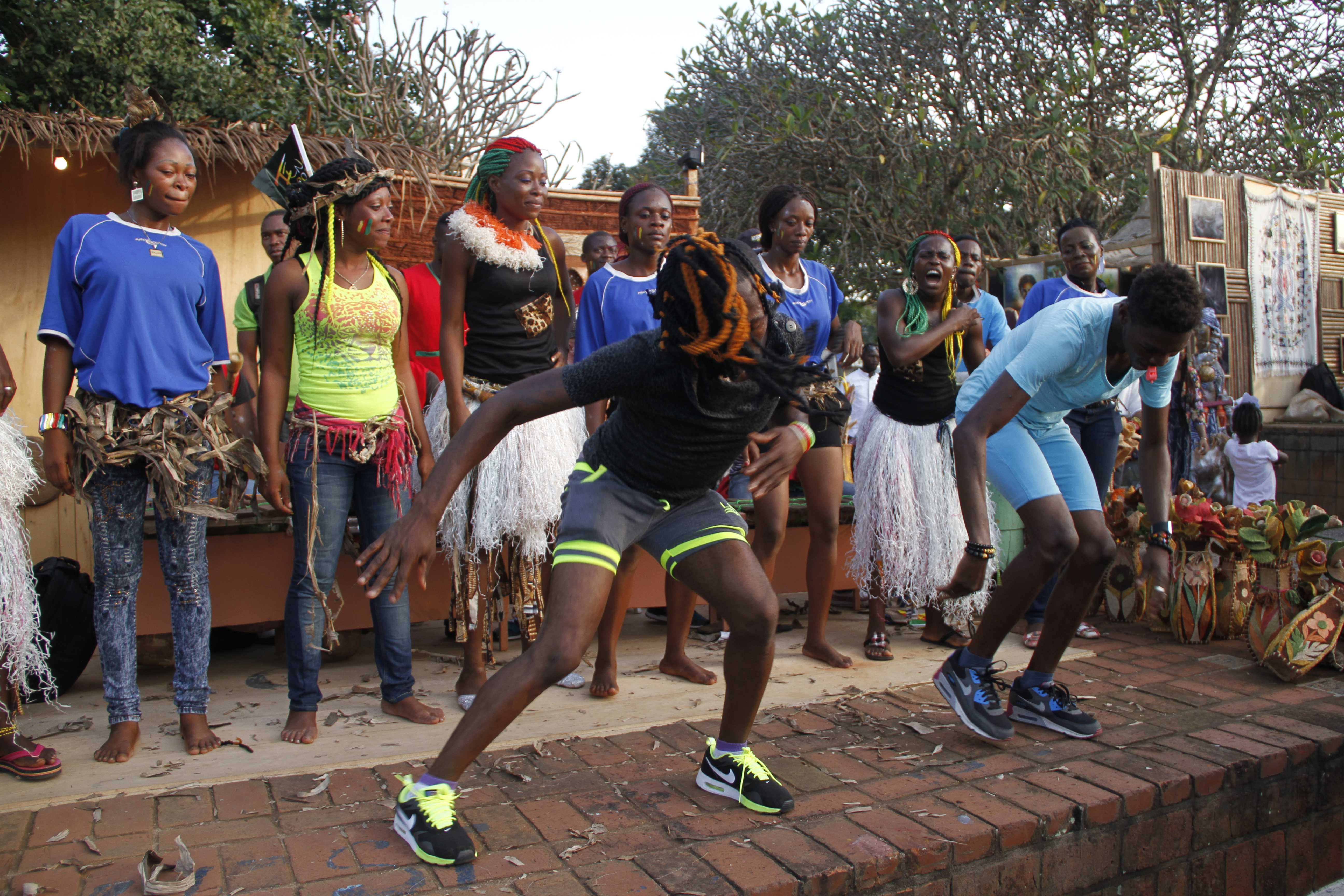
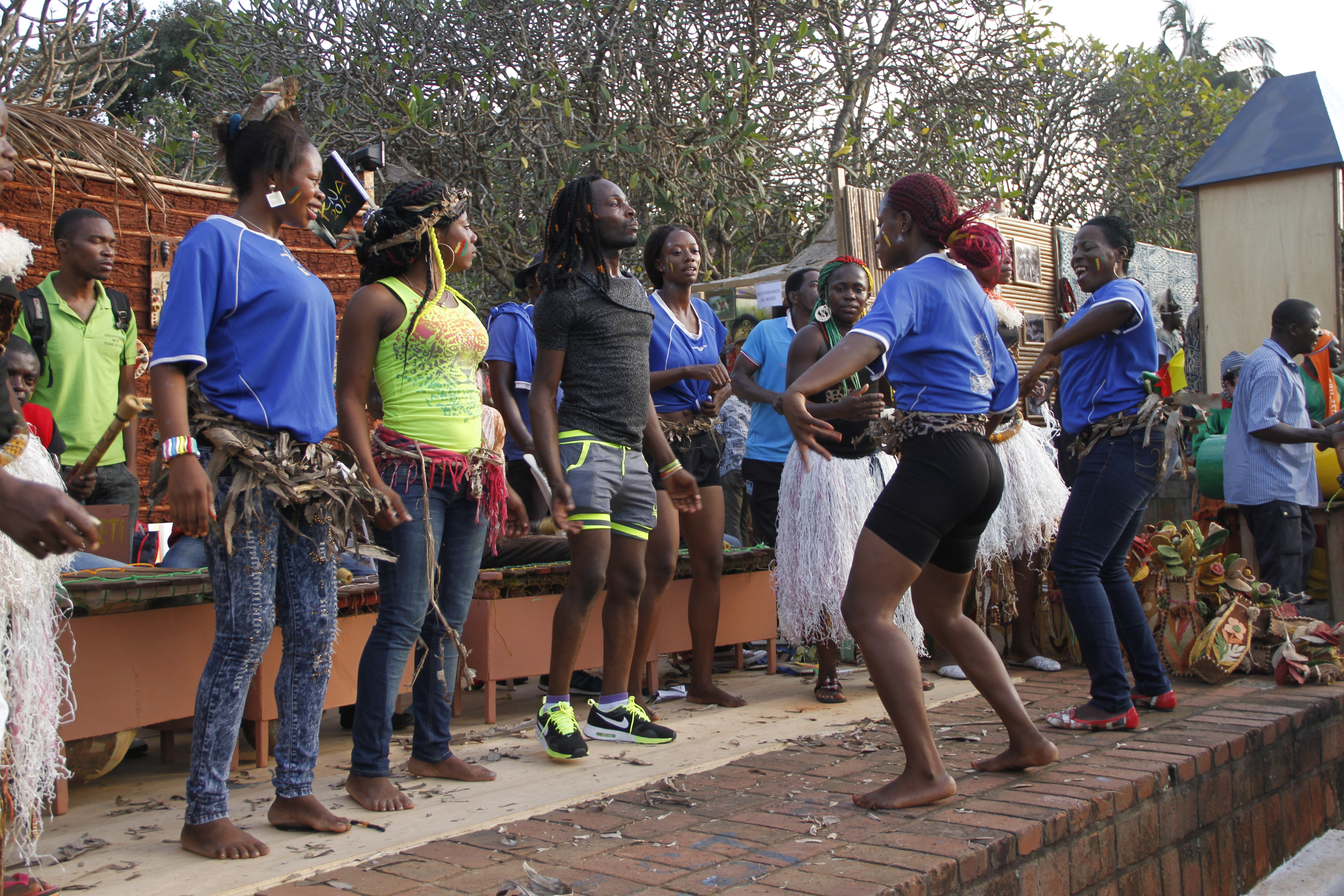
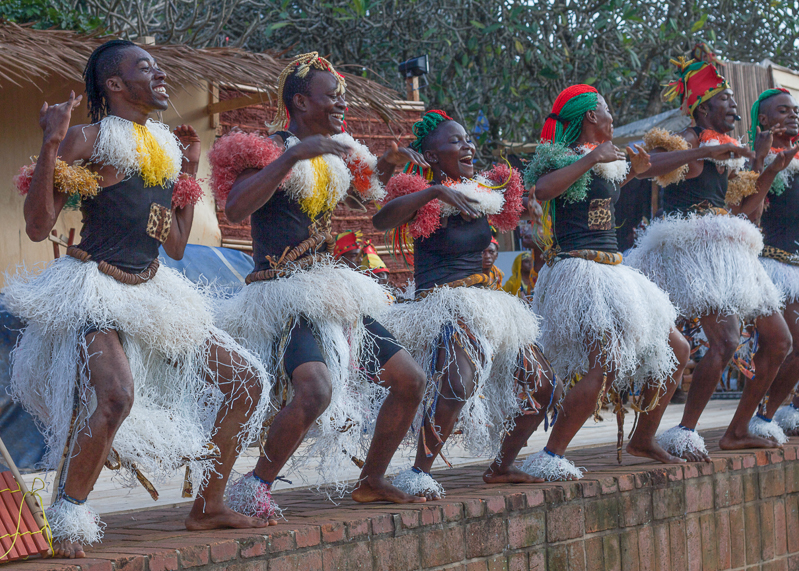
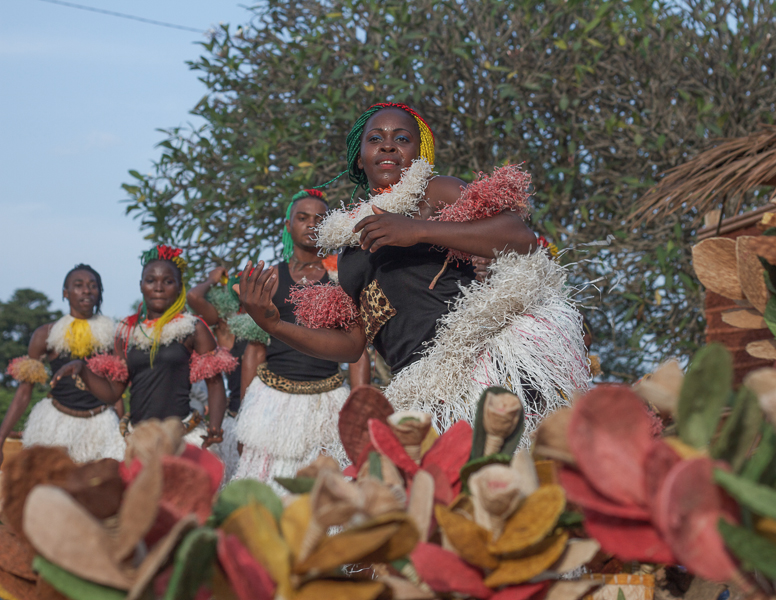

## Culture

### Instruments de musique traditionnels

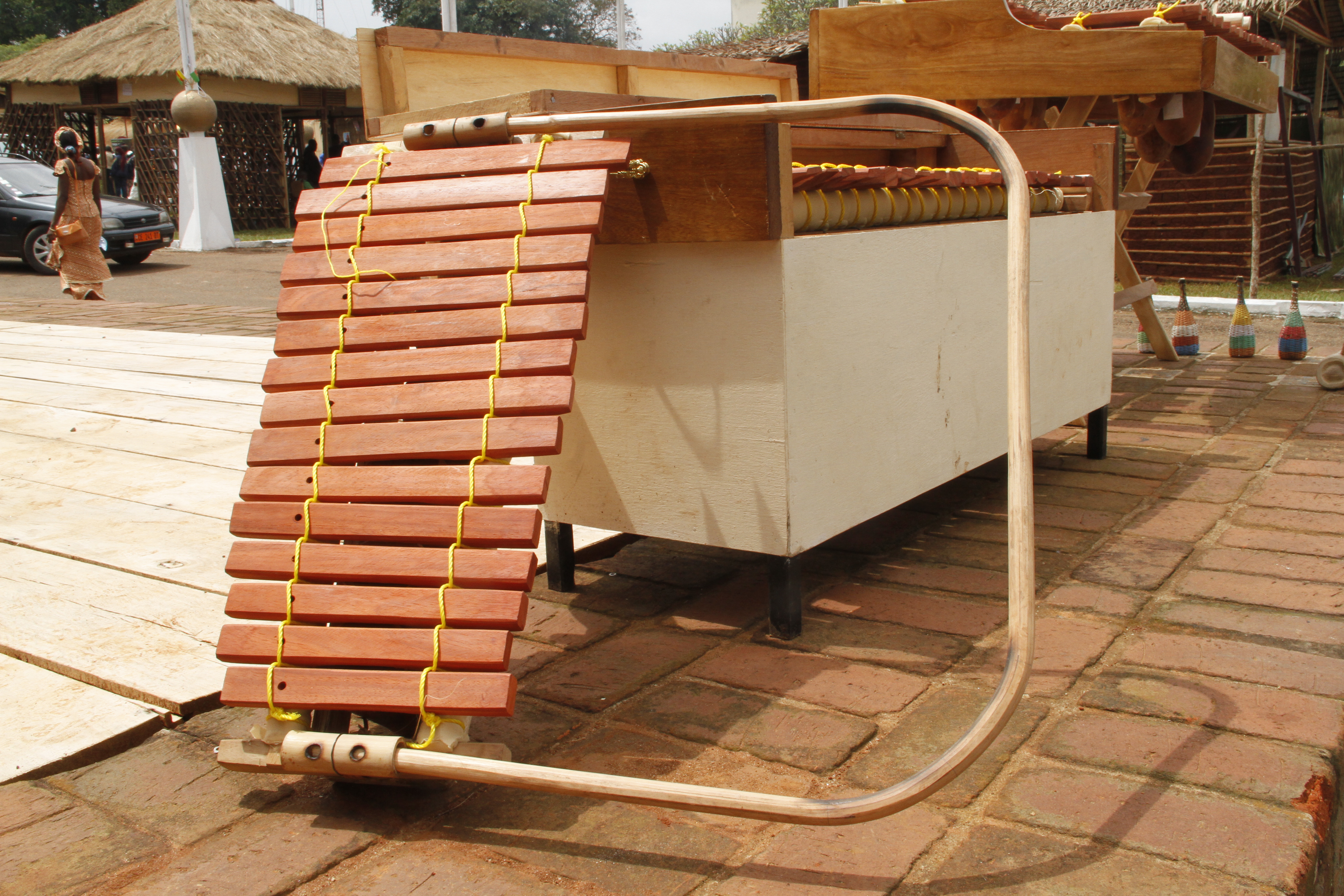
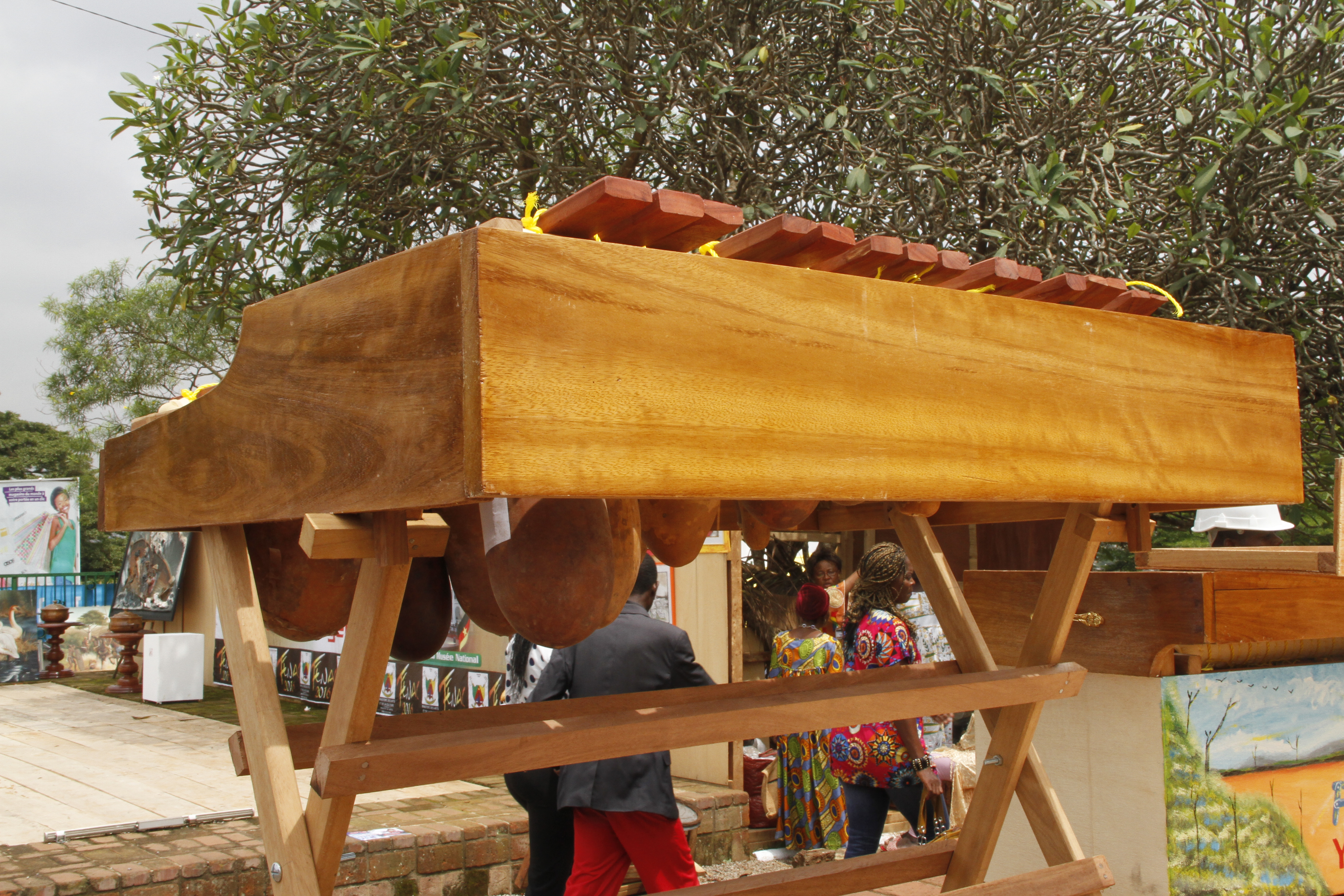
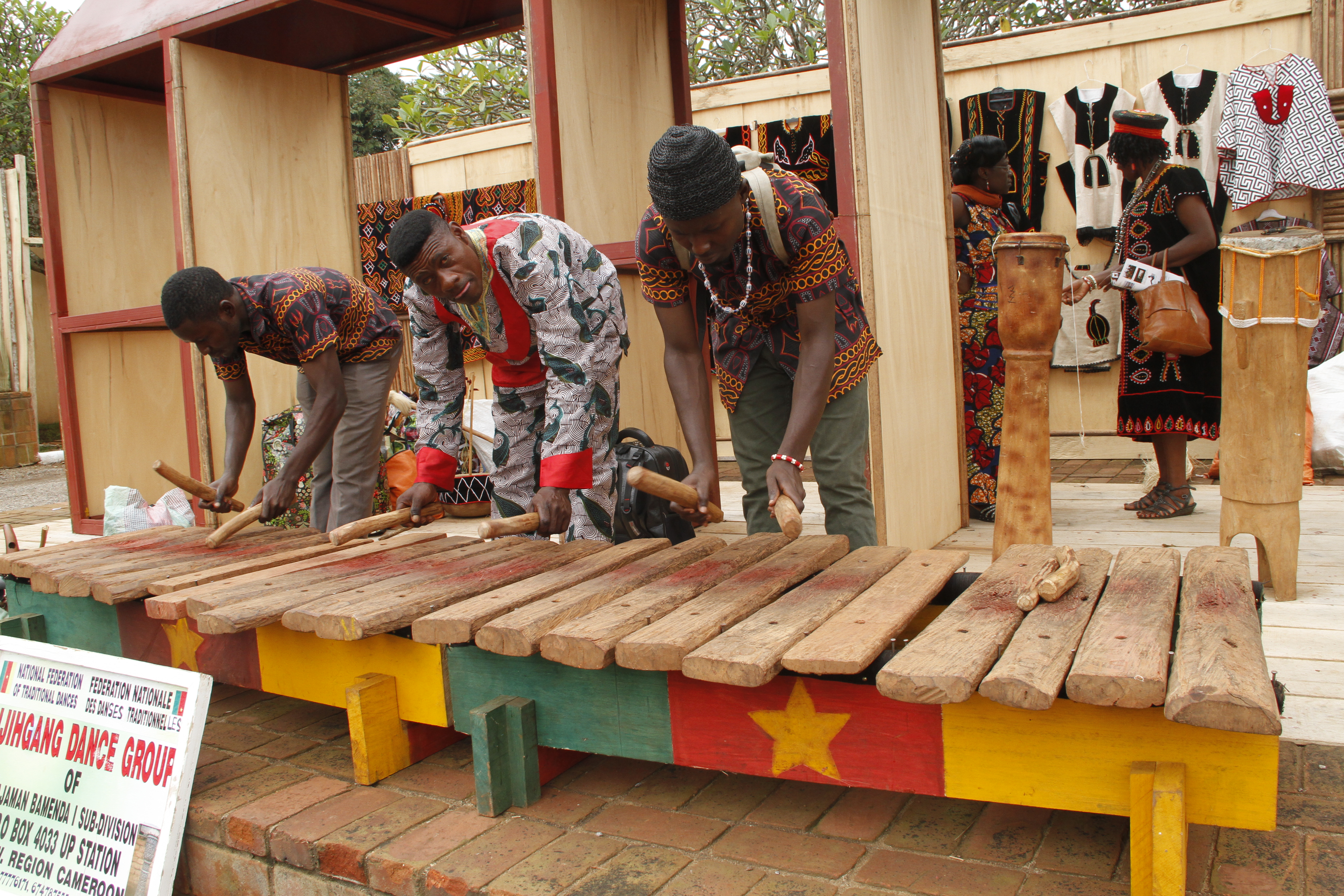
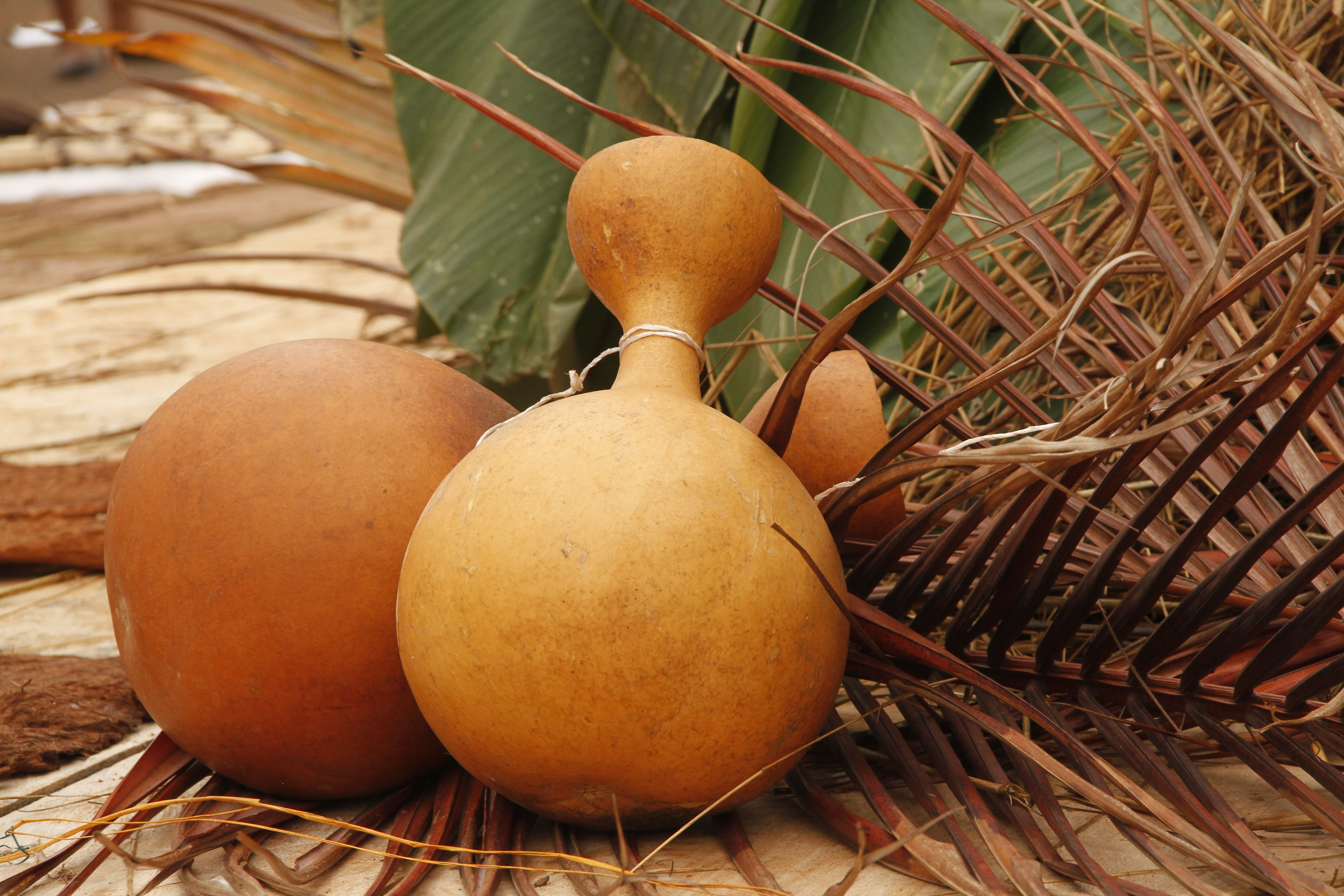
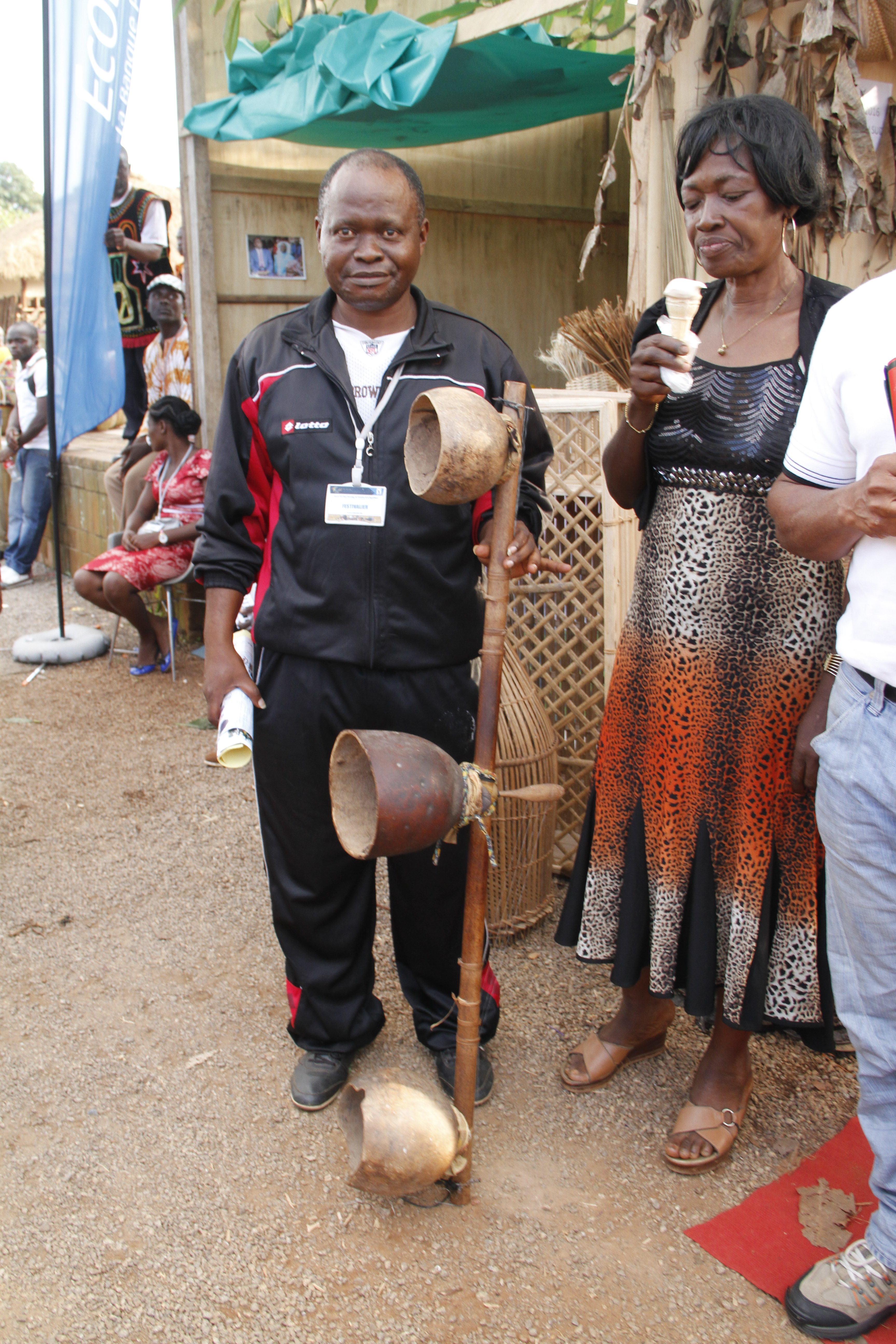
Mvêt.